# Cephalotes dieteri
Cephalotes dieteri é uma espécie de inseto do gênero Cephalotes, pertencente à família Formicidae.